# Lankesteria euherdmaniae
Lankesteria euherdmaniae is een soort in de taxonomische indeling van de Myzozoa, een stam van microscopische parasitaire dieren. Het organisme komt uit het geslacht Lankesteria en behoort tot de familie Lecudinidae. Lankesteria euherdmaniae werd ontdekt door Levine 1981.